# Heinrich Gätke
Heinrich Gätke est un ornithologue allemand, né le 19 mai 1814 à Pritzwalk et mort le 1er janvier 1897 à Heligoland.

## Biographie
Il est le fils de Johann A.F.W. Gätke et de Sophia née Wenzel. Il commence sa vie comme homme d’affaires avant de se tourner vers l’art. Il se rend à Heligoland pour y observer les migrations d’oiseaux et y reste durant soixante ans.
Il est notamment l’auteur de Die Vogelwarte Helgoland (1891) et des nombreuses observations sur la migration des oiseaux européens. Sa collection est acquise par la Russie pour enrichir le Muséum de la mer du Nord.